# Lijst van sceptische conferenties
Dit is een lijst van conferenties die wetenschappelijk scepticisme promoten of bedrijven.
| Evenement                                              | Opgericht | Stad                  | Land                | Noten |
| ------------------------------------------------------ | --------- | --------------------- | ------------------- | --- |
| Australian Skeptics National Convention                | 1985      | Diverse               | Australië           | Georganiseerd door de Australian Skeptics. 320 deelnemers (2012).                                                              |
| Denkfest                                               | 2011      | Zürich                | Zwitserland         | Georganiseerd door de Vrijdenkersvereniging van Zwitserland. 350 deelnemers (2014).                                            |
| European Skeptics Congress (ESC)                       | 1989      | Diverse               | Europese Unie       | Georganiseerd door de European Council of Skeptical Organisations (ECSO) sinds 1994.                                           |
| CSICon / CFI Summit                                    | 1983      | Diverse               | Verenigde Staten    | Georganiseerd door het Committee for Skeptical Inquiry en het Center for Inquiry.                                              |
| Het Denkgelag                                          | 2012      | Gent, Antwerpen       | België              | Onafhankelijk. 1000 deelnemers (2013), 2000 deelnemers (2015)                                                                  |
| Kritisk masse                                          | 2010      | Oslo                  | Noorwegen           | Georganiseerd door Skepsis Norge.                                                                                              |
| New Zealand Skeptics Conference                        | 1986      | Diverse               | Nieuw-Zeeland       | Georganiseerd door de New Zealand Skeptics. 120 deelnemers (2007).                                                             |
| Northeast Conference on Science and Skepticism (NECSS) | 2009      | New York              | Verenigde Staten    | Georganiseerd door New York City Skeptics, New England Skeptical Society & Society for Science-Based Medicine. 400 deelnemers. |
| Question, Explore, Discover (QED)                      | 2010      | Manchester, Engeland  | Verenigd Koninkrijk | Georganiseerd door de Merseyside Skeptics Society en de Greater Manchester Skeptics.                                           |
| SkepKon (GWUP-Konferenz)                               | 1987      | Diverse               | Duitsland           | Georganiseerd door de Gesellschaft zur wissenschaftlichen Untersuchung von Parawissenschaften.                                 |
| Skepsis Congres                                        | 1987      | Utrecht               | Nederland           | Georganiseerd door Stichting Skepsis. 400 deelnemers (2011).                                                                   |
| Skeptic's Toolbox                                      | 1992      | Eugene, Oregon        | Verenigde Staten    | Opgericht door Ray Hyman, gesponsord door het Center for Inquiry.                                                              |
| SkeptiCalCon                                           | 2010      | Oakland, Californië   | Verenigde Staten    | Georganiseerd door de Bay Area Skeptics en de Sacramento Area Skeptics. 300 deelnemers (2013).                                 |
| SkeptiCamp                                             | 2007      | Diverse               | Diverse             | Georganiseerd door diverse lokale groepen.                                                                                     |
| Skepticon                                              | 2008      | Springfield, Missouri | Verenigde Staten    | Georganiseerd door studenten van de Missouri State University. 1500 deelnemers (2012).                                         |
| Skeptics in the Pub (SitP)                             | 1999      | Diverse               | Diverse             | Georganiseerd door diverse lokale groepen.                                                                                     |
| Skeptics on the Fringe (SotF)                          | 2010      | Edinburgh, Schotland  | Verenigd Koninkrijk | Georganiseerd door de Edinburgh Skeptics.                                                                                      |
| SkepTrack                                              | 2008      | Atlanta, Georgia      | Verenigde Staten    | Onderdeel van de sciencefiction/fantasyconferentie Dragon Con.                                                                 |
| The Amaz!ng Meeting (TAM)                              | 2003      | Las Vegas, Nevada     | Verenigde Staten    | Georganiseerd door de James Randi Educational Foundation. 1000+ deelnemers (2014).                                             |
| World Skeptics Congress (WSC)                          | 1996      | Diverse               | Diverse             | Gesponsord door het Center for Inquiry, georganiseerd door diverse lokale of regionale organisaties. 300 deelnemers (2012).    |